# Kapel van Binderen
Kapel van Binderen is een klein gebedshuis op het terrein van het voormalig Abdij van Binderen, in de wijk Helmond-Noord.
In 1941 werd een toenmalige schapenstal omgebouwd tot devotiekapel, in opdracht van de stichting Comité Binderen. Dit volgens de wens van de Helmondse pastoor en geschiedschrijver A. Frenken, die 10 jaar ervoor onderzoek naar de plek had gedaan. De kapel, gewijd aan de Onze Lieve Vrouwe, is in beheer van de stichting Onze Lieve Vrouw van Binderen. Het Mariabeeld in de kapel is vervaardigd door de Maastrichtse beeldhouwer Charles Vos. De kapel is overdag vrij toegankelijk.